# Héctor Álvarez
Héctor Carlos "Yaya" Álvarez Martínez (ur. 12 grudnia 1977 w Villa Constitución) – argentyński piłkarz występujący na pozycji napastnika.

## Kariera klubowa
Álvarez jest wychowankiem zespołu Club Atlético Banfield z siedzibą w stołecznym mieście Buenos Aires. W jego barwach zadebiutował w argentyńskiej Primera División, 12 sierpnia 1996 w wygranym 1:0 meczu z San Lorenzo. Nie wywalczył sobie jednak pewnego miejsca w wyjściowej jedenastce i po sezonie 1996/1997 spadł ze swoją drużyną do drugiej ligi, w której występował przez rok, ani razu nie wpisując się na listę strzelców. W 1999 roku wyjechał do Meksyku, gdzie w tamtejszej drugiej lidze z krótkimi przerwami spędził następnych osiem lat, początkowo podpisując kontrakt z klubem Águilas de Tamaulipas z miasta Ciudad Madero. W lipcu 2001 przeszedł do Tampico Madero FC, w którym od razu został kluczowym piłkarzem zespołu i już podczas pierwszego sezonu w tym klubie, Invierno 2001, wywalczył tytuł króla strzelców Primera División A, zdobywając szesnaście bramek. W sezonie 2002/2003 występował w CD Zacatepec, w którego barwach strzelił 39 bramek w 37 ligowych spotkaniach, co zapewniło mu tytuł najskuteczniejszego zawodnika drugiej ligi zarówno w jesiennych rozgrywkach Apertura, jak i wiosennej fazie Clausura.
Latem 2003 Álvarez przeszedł do innego klubu z drugiej ligi meksykańskiej, Club León, w którego barwach w sezonie Apertura 2003 czwarty raz, a trzeci z rzędu, został królem strzelców rozgrywek, tym razem notując siedemnaście bramek. Pół roku później, podczas fazy Clausura 2004, wygrał z Leónem drugą ligę, jednak wobec porażki w decydującym dwumeczu z Dorados nie zaowocowało to awansem do najwyższej klasy rozgrywkowej. On sam dzięki swoim świetnym występom w maju 2004 na zasadzie kilkutygodniowego wypożyczenia zasilił pierwszoligowy Club Santos Laguna z siedzibą w mieście Torreón, w celu wsparcia jej w dwumeczu 1/8 finału Copa Libertadores, nie będąc jednocześnie zgłoszonym do rozgrywek meksykańskiej Primera División. Ostatecznie Santos Laguna odpadła wówczas z turnieju po porażce z argentyńskim River Plate. Po powrocie do Leónu cały czas był czołowym strzelcem klubu, a w sezonie Clausura 2005 dotarł z nim do finału drugiej ligi.
W lipcu 2005 Álvarez zasilił meksykańskiego drugoligowca Correcaminos UAT z miasta Ciudad Victoria, w którego barwach grał przez półtora roku i mimo regularnego wpisywania się na listę strzelców nie odniósł z nim żadnego większego osiągnięcia. W międzyczasie wiosną 2006 został ściągnięty na półroczne wypożyczenie do argentyńskiego zespołu z drugiej ligi Club Atlético Huracán, w celu zastąpienia sprzedanego Pablo Osvaldo, jednak nie wywalczył z nim awansu do pierwszej ligi. Na początku 2008 roku, po sześciu miesiącach bezrobocia, ponownie powrócił do ojczyzny, tym razem podpisując umowę z trzecioligowym Atlético Tucumán, któremu w sezonie 2007/2008 znacząco pomógł w wygraniu rozgrywek Torneo Argentino A, a co za tym idzie awansie do drugiej ligi. Po pół roku został zawodnikiem Tiburones Rojos de Coatzacoalcos z drugiej ligi meksykańskiej, gdzie także spędził sześć miesięcy, po czym odszedł do stołecznego urugwajskiego klubu Montevideo Wanderers. Jedyne dwie bramki w tamtejszej Primera División strzelił 28 lutego 2009 w wygranej 4:2 konfrontacji z Danubio.
Latem 2009 Álvarez kolejny raz wrócił do Argentyny, tym razem do drugoligowego San Martín de Tucumán, w którego barwach spędził rok, będąc nie tylko najlepszym strzelcem ekipy, ale także plasując się w czołówce najskuteczniejszych piłkarzy Primera B Nacional. Później po raz drugi podpisał umowę z lokalnym rywalem drużyny, Atlético Tucumán, również występującego w drugiej lidze argentyńskiej, gdzie podobnie jak w San Martín był podstawowym piłkarzem zespołu. W lipcu 2011 został za to zawodnikiem grającego w tej samej klasie rozgrywkowej Club Atlético Patronato, w którym wystąpił zaledwie w czterech ligowych meczach i po sześciu miesiącach przeszedł do Juventudu Antoniana z siedzibą w Salcie, grającego w Torneo Argentino A. Latem 2012 przeszedł do klubu Central Córdoba z miasta Rosario, również z trzeciej ligi. Jego barwy reprezentował przez rok, na koniec sezonu 2012/2013 spadając ze swoją ekipą do czwartej ligi argentyńskiej. Bezpośrednio po tym, w wieku 35 lat, zakończył profesjonalną karierę piłkarską.